# Noah Katterbach
Noah Katterbach (* 13. April 2001 in Simmerath) ist ein deutscher Fußballspieler. Er steht beim Hamburger SV unter Vertrag und ist deutscher Nachwuchsnationalspieler.

## Karriere

### Verein
Der aus Dreiborn in der Eifel stammende Katterbach, Sohn eines Schornsteinfegers und einer ehemaligen Gastronomieangestellten, wurde von seinen Eltern im Alter von sieben Jahren zu einem Probetraining des 1. FC Köln angemeldet, bei dem er überzeugen konnte. Infolgedessen gab es ein Gespräch bezüglich des großen Aufwandes, demzufolge die schulischen Leistungen des Jungen darunter leiden könnten. So lehnte die Familie eine Aufnahme im Nachwuchsleistungszentrum zunächst ab. Später wurden die Eltern jedoch telefonisch beim 1. FC Köln vorstellig; der letzte Kaderplatz war bereits vergeben, doch der Verein machte eine Ausnahme und nahm Katterbach als zwölften Spieler auf. Die Eltern fuhren ihren Sohn in der Folge mehrmals pro Woche nach Köln, ehe er schließlich in das Sportinternat zog.
Beim 1. FC Köln durchlief Katterbach alle Nachwuchsmannschaften. Nachdem er ab Sommer 2018 bereits mit der ersten Herrenmannschaft hatte trainieren dürfen, debütierte er am 5. Oktober 2019 auf der Position des linken Verteidigers gegen den FC Schalke 04 in der Bundesliga. Bis zum Ende der Saison kam der Abwehrspieler auf insgesamt 18 Erstligaspiele, die meisten davon über die volle Spielzeit. Im Mai 2020 wurde sein Vertrag in Köln innerhalb der Saisonunterbrechung bis Juni 2024 verlängert.
Nachdem er in der Vorrunde der Saison 2021/22 unter dem neuen Trainer Steffen Baumgart kaum noch eine Rolle gespielt hatte, verließ er den 1. FC Köln im Januar 2022. Katterbach wechselte auf Leihbasis in die Schweiz zum FC Basel. Bis zum Saisonende kam er auf 15 Ligaeinsätze (11-mal von Beginn), in denen er ein Tor erzielte. In der Saison 2022/23 kam der Linksverteidiger unter dem neuen Cheftrainer Alexander Frei bis zur Winterpause lediglich 6-mal in der Liga zum Einsatz (3-mal in der Startelf).
Aufgrund seiner geringen Spielzeit wurde die Leihe im Januar 2023 vorzeitig beendet und Katterbach bis zum Ende der Saison 2022/23 in die 2. Bundesliga an den Hamburger SV weiterverliehen. Unter dem Cheftrainer Tim Walter war er auf der Linksverteidigerposition hinter Miro Muheim die zweite Wahl. Katterbach stand bei Verletzungen und Sperren teilweise als Rechtsverteidiger in der Startelf. Ende April 2023 zog er sich nach dem 29. Spieltag einen Kreuzbandriss zu. Bis dahin hatte Katterbach 11 Zweitligaspiele (5-mal in der Startelf) absolviert. Der HSV erreichte ohne ihn den 3. Platz und scheiterte in der Relegation am VfB Stuttgart.
Da die Leihe auslief, kehrte der verletzte Katterbach zur Saison 2023/24 zum 1. FC Köln zurück. Unter Baumgart und dessen Nachfolger Timo Schultz schaffte er es nach seiner Genesung nicht in den Spieltagskader. Er lief stattdessen 5-mal für die zweite Mannschaft in der Regionalliga West auf.
Ende Januar 2024 kehrte Katterbach zum Hamburger SV zurück, bei dem er einen langfristigen Vertrag unterschrieb.

### Nationalmannschaft
Der Verteidiger kam zu zwei Einsätzen für die deutsche U16-Nationalmannschaft und nahm mit der U17 an der Europameisterschaft 2018 in England teil, bei der diese nach der Gruppenphase ausschied. Katterbach kam in diesem Turnier in allen drei Partien seiner Mannschaft zum Einsatz. Insgesamt absolvierte er zwölf Einsätze für die U17, in denen ihm auch zwei Tore gelangen. Er kam zu drei Einsätzen in der deutsche U18-Nationalmannschaft, zu fünf Einsätzen in der deutsche U19-Nationalmannschaft, zu einem Einsatz in der deutsche U20-Nationalmannschaft und zu zwölf Einsätzen in der deutsche U21-Nationalmannschaft, in denen ihm ein Tor gelang.

## Erfolge und Auszeichnungen
Erfolge
- Aufstieg in die Bundesliga: 2025 (Hamburger SV)

Auszeichnungen
- Fritz-Walter-Medaille
  - Gold in der Altersklasse U19: 2020
  - Gold in der Altersklasse U17: 2018